# Dekate
Dekate - opłata celna funkcjonująca w V i IV w. p.n.e. w starożytnym Bizancjum. Obejmowała statki wpływające do Pontu, z wyjątkiem ateńskich.